# روفوس (برنامج)
روفوس هو تطبيق محمول على قرص تخزين الناقل التسلسلي العام (USB) حر ومفتوح المصدر لنظام التشغيل مايكروسوفت ويندوز يُستخدم لتهيئة وإنشاء محركات أقراص يو إس بي قابلة للإقلاع بطريقة مُباشرة.

## مُميزات
يُمكن استخدام الأداة لتثبيت ويندوز 11، بحيث أنَّها تتجاوز الحواسيب التي تفتقر إلى وحدة النظام الأساسي الموثوقة 2.0 (مِنها أجهزة ماك التي تعمل بمُعالجات إنتل)، والحواسيب التي تحتوي تقل ذاكرة وصولها العشوائي عن 4 جيجا بايت أو سعة تخزين 64 جيجا بايت.

## روابط خارجيَّة
- الموقع الرسمي
- Rufus على موقع Framasoft (الفرنسية)
- Rufus على موقع SourceForge (الإنجليزية)

## هوامش

### المُلاحظات
1. ↑  باللُغة الإنجليزيَّة «Rufus» اختصارًا فعليًّا لِـ The Reliable USB Formatting Utility, with Source